# Традиционално знање
Традиционално знање, домородачко знање, народно знање и локално знање, генерално се односе на системе знања уграђене у културне традиције регионалних, аутохтоних или локалних заједница. Према Светској организацији за интелектуалну својину и Уједињеним нацијама (УН), традиционално знање и традиционални културни изрази су обе врсте домородачког знања.
Традиционална знања обухватају врсте знања о традиционалним технологијама производње (нпр. оруђа и технике за лов или пољопривреду), акушерству, етноботаници и еколошким знањима, традиционалној медицини, небеској навигацији, занатским вештинама, етноастрономији, клими и др. Ове врсте знања, кључне за егзистенцију и опстанак, углавном се заснивају на акумулацији емпиријских посматрања и интеракцији са околином.
У многим случајевима, традиционално знање се преноси генерацијама са особе на особу, као усмено предање. Неки облици традиционалног знања налазе израз у култури, причама, легендама, фолклору, обредима, песмама и законима, језицима, песмама, плесу, играма, митологији, дизајну, визуелној уметности и архитектури, под категоријом традиционалних културних израза.

## Карактеристике и сродни појмови
Извештај студијске групе Међународног савета за науку (ISCu) о науци и традиционалном знању карактерише традиционално знање као:
кумулативно тело знања, знања, пракси и репрезентација које одржавају и развијају људи са продуженом историјом интеракције са природним окружењем. Ови софистицирани скупови разумевања, тумачења и значења су део културног комплекса који обухвата језик, системе именовања и класификације, праксе коришћења ресурса, ритуале, духовност и поглед на свет.
Традиционално знање обично разликује једну заједницу од друге. У неким заједницама традиционално знање поприма лична и духовна значења. Традиционално знање такође може одражавати интересе заједнице. Неке заједнице зависе од свог традиционалног знања за опстанак. Традиционално знање о животној средини, као што су табуи, пословице и системи космолошких знања, могу да обезбеде очување биодиверзитета. Ово се посебно односи на традиционално знање о животној средини, које се односи на „посебан облик знања заснованог на месту о разноликости и интеракцијама између биљних и животињских врста, облика терена, водотокова и других квалитета биофизичке средине на датом месту“. Као пример друштва са богатством традиционалног еколошког знања (ТЕЗ), јужноамерички народ Кајапо је развио опсежан систем класификације еколошких зона амазонске тропске саване (тј. кампо/ сераду) како би боље управљао земљом.
Неки друштвени научници концептуализују знање у оквиру натуралистичког оквира и наглашавају градацију скорашњег знања у знање стечено током многих генерација. Ови рачуни користе термине као што су адаптивно стечено знање, друштвено конструисано знање и други термини који наглашавају друштвене аспекте знања. Може се сматрати да се локално знање и традиционално знање разликују по дужини постојања, од деценија до векова или миленијума.

Аутохтоно знање или технике су ризнице древне мудрости и развијају се методом покушаја и грешака, искуствима стеченим током векова, и тестирани су временом, али генерално нису поткријепљени било каквим научним доказима. Међутим, познато је да је већина АЗТ-а научно делотворна и валидна.
Научне студије натуралистичке традиције показују да традиционално знање није природна категорија и да може одражавати борбу за моћ и односе за земљу, ресурсе и друштвену контролу, а не приврженост наводном пореклу или наслеђу.

С друге стране, саме аутохтоне и локалне заједнице могу веома различито да перципирају традиционално знање. Знање аутохтоних и локалних заједница је често уграђено у космологију и свака разлика између "неопипљивог" знања и физичких ствари може постати замагљена. Аутохтони народи често кажу да је домородачко знање холистичко и да се не може смислено одвојити од земљишта и ресурса који су им доступни. Традиционално знање у таквим космологијама је нераскидиво везано за претке и земље предака Знање се можда не стиче натуралистичким покушајима и грешкама, већ директним откривањем кроз разговоре са „творцем“, духовима или прецима. Чемберлин (2003) пише о старешини Гитксана из Британске Колумбије суоченим са државним захтевом за земљиштем: „Ако је ово твоја земља“, упитао је, „где су твоје приче?“
Аутохтоне и локалне заједнице често немају јаке традиције власништва над знањем које личе на модерне облике приватног власништва . Многи имају јасну традицију старања над знањем, а обичајно право може да води ко може користити различите врсте знања у одређено време и на одређеном месту, и одредити обавезе које прате употребу знања. На пример, ловцу може бити дозвољено да убије животињу само да би нахранио заједницу, а не да би себе хранио. Из аутохтоне перспективе, злоупотребе знања могу бити увредљиве за традицију и могу имати духовне и физичке последице у аутохтоним космолошким системима. Сходно томе, аутохтоне и локалне заједнице тврде да коришћење њиховог традиционалног знања од стране других захтева поштовање и осетљивост. Критичари традиционалног знања, међутим, виде такве захтеве за „поштовањем“ као покушај да се спрече да непоткрепљена веровања буду подвргнута истом испитивању као и друга тврдња о знању. Ово има посебан значај за управљање животном средином јер духовна компонента „традиционалног знања“ може оправдати било коју активност, укључујући и неодрживу жетву ресурса.

### Терминологија
Традиционално знање и традиционални културни изрази су обе врсте домородачког знања, према дефиницијама и терминологији која се користи у Декларацији УН о правима староседелачког народа и од стране Светске организације за интелектуалну својину ( WIPO).
ВИПО користи израз „традиционални културни изрази“ тако да се односи на „било који облик уметничког и књижевног изражавања у коме су оличени традиционална култура и знање. Они се преносе са једне генерације на другу и укључују ручно рађене текстиле, слике, приче, легенде, церемоније, музику, песме, ритмове и плес."
ВИПО преговара о међународној правној заштити традиционалних културних израза преко Међувладиног комитета за интелектуалну својину и генетичке ресурсе, традиционална знања и фолклор (ИГЦ). Током седница одбора, представници староседелачких и локалних заједница су домаћини панела који се односе на очување традиционалног знања.

## Имовинска права
Међународна пажња се окренула законима о интелектуалној својини ради очувања, заштите и промоције традиционалног знања. Године 1992. Конвенција о биолошкој разноликости (ЦБД) препознала је вредност традиционалног знања у заштити врста, екосистема и пејзажа и регулисала приступ и коришћење (о чему се говори у наставку). Убрзо је указано да ће примена ових одредби захтевати ревизију  међународних уговора о интелектуалној својини.
Ово је постало још хитније са усвајањем Споразума Светске трговинске организације о трговинским аспектима права интелектуалне својине (ТРИПс), који је успоставио правила за стварање и заштиту интелектуалне својине која би се могла протумачити као у супротности са споразумима склопљеним у оквиру ЦБД-а. Као одговор, државе које су ратификовале ЦБД затражиле су од Светске организације за интелектуалну својину (ВИПО) да истражи однос између права интелектуалне својине, биодиверзитета и традиционалног знања. ВИПО је започео овај рад мисијом утврђивања чињеница 1999. године. Узимајући у обзир питања која се односе на биодиверзитет и шира питања у ТРИП-овима (који укључују све облике културног изражавања, не само оне који су повезани са биодиверзитетом – укључујући традиционалне дизајне, музику, песме, приче, итд.), ВИПО је успоставио Међувладин комитет за интелектуалну својину и Генетски ресурси, традиционално знање и фолклор (ИГЦ-ГРТКФ). ВИПО Лек пружа подршку за збирке закона који се односе на традиционално знање.
Период од раних 1990-их до миленијума такође је карактерисао нагли успон глобалног цивилног друштва . Брундтланд извештај на високом нивоу (1987) препоручио је промену у развојној политици која је омогућила директно учешће заједнице и поштовала локална права и тежње. Аутохтони народи и други су успешно поднели петицију Уједињеним нацијама за оснивање Радне групе за староседелачко становништво која је направила два рана истраживања о правима из уговора и правима на земљиште. Ово је довело до већег јавног и владиног признавања аутохтоних права на земљиште и ресурсе и потребе да се позабави питањем колективних људских права, за разлику од индивидуалних права постојећег закона о људским правима.

Колективна људска права аутохтоних и локалних заједница су све више призната – као што су Конвенција Међународне организације рада (ИЛО) 169 (1989) и Декларација о правима староседелачких народа (2007). Декларација из Рија (1992), коју су подржали председници и министри већине земаља света, препознала је аутохтоне и локалне заједнице као посебне групе са посебним проблемима којима државе треба да се баве.
Првобитна забринутост била је око територијалних права и традиционалних права на ресурсе ових заједница. Аутохтони народи су убрзо показали забринутост због присвајања и злоупотребе свог „нематеријалног“ знања и културног наслеђа. Аутохтони народи и локалне заједнице одупрле су се, између осталог: употреби традиционалних симбола и дизајна као маскота, изведених уметности и заната; употреба или модификација традиционалних песама; патентирање традиционалне употребе лековитог биља; и ауторска права и дистрибуција традиционалних прича.

Аутохтони народи и локалне заједнице су настојали да спрече патентирање традиционалног знања и ресурса тамо где нису дали изричиту сагласност. Они су тражили већу заштиту и контролу над традиционалним знањем и ресурсима. Одређене заједнице су такође настојале да обезбеде да се њихово традиционално знање користи на правичан начин - у складу са ограничењима које поставља њихова традиција, или захтевајући дељење користи за његово коришћење у складу са користима које они дефинишу.
Развијена су три широка приступа заштити традиционалног знања. Први наглашава заштиту традиционалног знања као облика културног наслеђа. Други посматра заштиту традиционалног знања као колективно људско право. Трећа, коју су предузеле СТО и ВИПО, истражује употребу постојећих или нових суи генерис мера за заштиту традиционалног знања.
Тренутно, само неколико нација нуди експлицитну суи генерис заштиту за традиционално знање. Међутим, један број земаља још увек није одлучио да ли закон треба да даје предност традиционалном знању. Аутохтони народи су показали амбивалентност у погледу приступа интелектуалној својини. Неки су били спремни да истраже како постојећи механизми интелектуалне својине (првенствено: патенти, ауторска права, жигови и пословне тајне) могу заштитити традиционално знање. Други верују да приступ интелектуалној својини може да функционише, али да ће захтевати радикалније и нове облике закона о интелектуалној својини („права суи генерис“). Други верују да систем интелектуалне својине користи концепте и термине који су некомпатибилни са традиционалним културним концептима и фаворизује комерцијализацију њихових традиција, чему се они углавном опиру. Многи су тврдили да облик заштите треба да се односи на колективна људска права како би се заштитили њихови различити идентитети, религије и културно наслеђе.

## Аутохтона интелектуална својина
Аутохтона интелектуална својина је кровни правни термин који се користи на националним и међународним форумима да идентификује посебна права аутохтоних народа да траже (у оквиру сопствених закона) све што њихове аутохтоне групе сада знају, знају или ће знати. То је концепт који се развио из претежно западне правне традиције, а недавно га је промовисала Светска организација за интелектуалну својину, као део општијег настојања Уједињених нација  да се види разноврсно богатство аутохтоног становништва света, нематеријално културно наслеђе боље вредновано и боље заштићено од вероватног, сталног присвајања и злоупотребе.
Уочи и током Међународне године Уједињених нација за староседелачко становништво света (1993), а затим током следеће Декаде староседелачког становништва УН (1995–2004), неколико конференција аутохтоних и неаутохтоних стручњака одржани су у различитим деловима света, што је резултирало бројним декларацијама и изјавама које идентификују, објашњавају, прецизирају и дефинишу „аутохтоно интелектуално власништво“.

### Споразум о трговинским аспектима права интелектуалне својине (ТРИПс)
Члан 27. 3(б) Споразума о трговинским аспектима права интелектуалне својине (ТРИПс) поставља одређене услове под којима се одређени биолошки материјали или интелектуалне иновације могу искључити из патентирања. Члан такође садржи захтев да се члан 27. преиспита. У Декларацији из Дохе у вези са ТРИПС-ом из 2001. године, став 19. проширио је преглед на ревизију члана 27. и остатка ТРИПС споразума како би укључио однос између Споразума ТРИПС и Конвенције о биолошкој разноликости (ЦБД) из 1992. и заштите традиционалног знања и фолклора.

### Конвенција о биолошкој разноликости (ЦБД)
Конвенција о биолошкој разноликости (ЦБД), потписана на Конференцији Уједињених нација о животној средини и развоју (УНЦЕД) 1993. године, била је прва међународна конвенција о животној средини која је развила мере за коришћење и заштиту традиционалног знања, у вези са очувањем и одрживом употребом. биодиверзитета. До 2006. године 188 је ратификовало Конвенцију и пристало да их обавезују њене одредбе, што је највећи број нација које су приступиле било ком постојећем уговору (САД су једна од ретких земаља које су потписале, али нису ратификовале, ЦБД). Значајне одредбе укључују:
Члан 8. Конзервација на лицу места
Свака страна уговорница ће, колико је то могуће и по потреби:
(а)...
(ј) У складу са својим националним законодавством, поштовати, чувати и одржавати знање, иновације и праксе аутохтоних и локалних заједница које оличавају традиционалне стилове живота релевантне за очување и одрживо коришћење биолошке разноврсности и промовишу њихову ширу примену уз одобрење и учешће власника таквог знања, иновација и пракси и подстицати праведну поделу користи које произилазе из коришћења таквог знања, иновација и праксе...
Члан 10. Одрживо коришћење компоненти биолошке разноврсности
Свака страна уговорница ће, колико је то могуће и по потреби:
(а)...

 (ц) Заштити и подстиче уобичајену употребу биолошких ресурса у складу са традиционалним културним праксама које су компатибилне са захтевима очувања или одрживог коришћења
Тумачење ових одредби је разрађено кроз одлуке страна (ратификатора Конвенције) (видети Приручник за Конвенцију о биолошкој разноврсности, доступан бесплатно у дигиталном формату у Секретаријату). Ипак, одредбе у вези са приступом и поделом користи садржане у Конвенцији о биолошкој разноврсности никада нису постигле консензус и убрзо је надлежност над овим питањима враћена на ВИПО.
На састанку Конвенције о биолошкој разноликости, у Буенос Ајресу, 1996. године, нагласак је стављен на локално знање. Државе треба да признају кључне актере, као што су локалне заједнице и аутохтони народи, и да им се призна суверенитет над биодиверзитетом њихових територија, како би могли да га и даље штите.

Стране у Конвенцији поставиле су циљ за 2010. да преговарају о међународном правно обавезујућем режиму о приступу и подели користи (АБС) на Осмом састанку (ЦОП8), 20-31. марта 2006. у Куритиби, Бразил. Овај циљ је постигнут у октобру 2010. године у Нагоји, Јапан, закључењем Протокола из Нагоје уз ЦБД. Споразум је сада отворен за ратификацију, а ступиће на снагу када га ратификује 50 потписница. Ступио је на снагу 12. октобра 2014. године. Ажурирано: август 2020. године, 128 земаља је ратификовало Протокол из Нагоје. Протокол третира међувладине обавезе у вези са генетским ресурсима и укључује мере које се односе на права аутохтоних и локалних заједница да контролишу приступ и извлаче користи од коришћења генетских ресурса и повезаних традиционалних знања.

## Заштита традиционалног знања по земљама

### Аустралија
У септембру 2020. године, влада Квинсленда је увела Закон о биооткривању и изменама других закона 2020, који је увео заштиту за приступ и коришћење традиционалног знања народа првих нација у биооткрићу.

### Индија
Влада Индије је 2001. године поставила Дигиталну библиотеку традиционалног знања (ТКДЛ) као складиште 1200 формулација различитих система индијске медицине, као што су ајурведа, унани и сида и 1500 јога положаја ( асана), преведених на пет језика – енглески, немачки, француски, шпански и јапански. Индија је такође потписала споразуме са Европским заводом за патенте (ЕПО), Канцеларијом за интелектуалну својину Уједињеног Краљевства (УКИПО) и Канцеларијом за патенте и жигове Сједињених Држава (УСПТО) како би спречила доделу неважећих патената давањем испитивача патената у Међународном Заводи за патенте имају приступ бази података ТКДЛ за претрагу и испитивање патената.
Неке од законодавних мера за заштиту ТЗ су Закон о биолошкој разноврсности (2002), Закон о заштити биљних сорти и правима пољопривредника (2001) и Закон о географској ознаци добара (регистрација и заштита) из 1999. године.